# 小日向由衣
小日向 由衣（こひなた ゆい、7月27日 - ）は、日本の女性アイドル・シンガーソングライター。

## 来歴

### 2010年
- 2010年頃より活動を開始。

### 2016年
- 2016年1月頃より、体調不良により約8ヶ月間活動を休止。同年9月に活動を再開[4]。

### 2017年
- 2017年7月22日、新宿motionにて初となるワンマンライブ「小日向由衣 生誕ワンマンライブ 妄想しなくちゃ」を開催[5][6]。同日、初のミニアルバム「まとめ」も発売。

### 2018年
- 2018年7月27日、新宿motionにてワンマンライブ「小日向由衣って知ってる？生誕ワンマンライブ!妄想しなくちゃ」を開催[7]。
- 2018年10月17日、小岩オルフェウスでの主催ライブにて「組織」と初のバンド編成でのライブを実施[8]。以降「小日向由衣with組織」名義でのライブや音源発売も行われるようになる。

### 2019年
- 2019年7月27日、目黒鹿鳴館にてワンマンライブ「小日向由衣 鹿鳴館生誕ワンマンライブ夢じゃないよ!」を開催[9]。

### 2020年
- 2020年2月14日、初の全国流通フルアルバムとなる「夢じゃないよ」が発売[10]。
- 2020年3月1日、青山月見ル君想フにて「小日向由衣ワンマンライブ 生命は月へ還る」を開催[11]。
- 2020年7月27日、2ndアルバム「明日咲く」が発売[12]。
- 2020年7月26日、渋谷LOFT HEAVENにて「小日向由衣 お誕生日記念ワンマンライブ 「明日咲く」」を開催[13]。
- 2020年11月1日、小岩オルフェウスでの主催ライブにて、2020年12月28日に渋谷WWWでワンマンライブ「周年記念年忘れ単独公演 劇場版 小日向由衣の野望～凸凹風雲録～」を開催することを発表[14]。
- 2020年12月28日、渋谷WWWにてワンマンライブ「周年記念年忘れ単独公演 劇場版 小日向由衣の野望～凸凹風雲録～」を開催[15]。

### 2021年
- 2021年6月12日、3rdアルバム「世界が泣いてる」を2021年7月27日に発売することを発表[16]。
- 2021年7月24日、浅草花やしきを貸し切っての生誕ライブ、「小日向由衣花やしき生誕2021」を開催。同イベント内にて、2021年9月20日に頭脳警察のPANTAとのツーマンライブを渋谷La.mamaにて開催することを発表[17]。
- 2021年9月15日、頭脳警察PANTAの体調不良により、ツーマンライブが延期に。

### 2022年
- 2022年7月27日、新宿ロフトにて、長年目標にしていた絵恋ちゃんとのツーマンライブを実現。
- 2022年11月26日、渋谷La.mamaにて、延期になっていた頭脳警察PANTAとのツーマンライブを開催。

### 2023年
- 2023年1月8日、栃木県佐野市で行われた「第7回さの新春うんめぇもんまつり」に出演。2023年7月23日に神戸の旧グッゲンハイム邸にて生誕ライブを行うことを発表[18]。
- 2023年7月23日、神戸の旧グッゲンハイム邸にて生誕ライブ「組織で舞踏会」を開催。
- 2023年9月27日、2年ぶりのフルアルバム「恋愛ハラスメント」が発売。

### 2024年
- 2024年1月8日、新宿LOVE TKOでの2DAYSイベントの2日目「その日限り」で、morotaとの2人組ユニット「sonohi」のライブを初披露。
- 2024年7月24日、自身が率いるバンド、組織-kohinatayui band-名義のアルバム「プルコギ革命」をリリース。高円寺HIGHにてバンドでの生誕＆アルバムリリース記念ワンマンライブを開催した。

### 2025年
- 2025年2月21日、Tokyoかけひき倶楽部の鷺ノ宮史郎と結成したユニット「能ある鷹は爪を隠す」のファーストシングル「まよいまよまよ牛久大仏」をリリースした。
- 2025年7月24日、生誕ライブ「海の底で君と息をしたいの」を高円寺HIGHにて昨年と同じく組織（バンド）として開催。2026年7月19日に下北沢シャングリラで生誕ライブを開催することを発表した。

## 人物・エピソード
- すべての楽曲で作詞・作曲を行っている。
- バンド活動をきっかけに本格的に音楽活動を開始。バンド解散後に"楽器を使わなくても一人でオケを使って歌える場所"としてアイドルイベントに出演するようになる[19]。
- 編曲担当者のことを「業者」と呼称[20]。CD発売時の編曲者名もすべて「業者」「業者②」と記載されている。業者②はバンド"組織"でキーボード担当を担当しているサウンドクリエイター諸田英慈、業者③はシンガーソングライターの関美彦が担当。
- 固定の編曲担当者が見つかるまではボイストレーニングの講師に譜面を書いてもらい、譜面からオケを作成して返してくれるサービスを利用して編曲を実施していた。通称「茶封筒の業者」[21]。
- 楽曲"ドッペルゲンガー"までは業者1が編曲を担当していたが、2018年10月頃から業者1と連絡が取れなくなったため、以降の楽曲編曲は業者2が行っている[22]。
- 業者②とはライブハウス阿佐ヶ谷家劇場オーナーの石阪の紹介がきっかけで出会う[23]。
- 「組織」と呼ばれるバンド編成でのライブも行い、その際は「小日向由衣with組織」名義でライブを実施[24]。また、組織との活動をきっかけに2018年10月頃より小岩オルフェウスでの主催ライブが多く開催されている。
- 組織のギター担当「ゆでたまご」と2人のアコースティック編成でライブに出演することもあり、その際は「小日向由衣とゆでたまご」「ponz」名義での出演を行っている[25]。
- イベントで共演することが多かった眉村ちあき・桐原ユリと親交が深く、イベントの共催やお互いのMVに出演などもしている[26][27][28][29]。
- 活動当初は「妄想由衣ちゃん」をキャッチフレーズに活動していたが、阿佐ヶ谷家でのイベントにて衝撃的なツーステップを披露、ソロアイドル夏目すあにレジェンドと呼ばれたことをきっかけに徐々に「レジェンド」が愛称として定着[30]。
- 「組織」は2024年3月19日の渋谷la.mamaでのライブから「組織-kohinatayui band-」とクレジットされるようになった。

## 作品

### シングル
| #  | 発売日         | タイトル                        | 収録曲 | 備考 |
| -- | -------------- | ------------------------------- | --- | --- |
| 1  | 2018年5月21日  | 妄想するなら                    | 1. 妄想するなら 2. 妄想するなら(カラオケ)                                                                                    | 作詞作曲：小日向由衣、編曲：業者                                                                                              |
| 2  | 2018年5月23日  | コミニュケーション廃止 〔ママ〕 | 1. コミニュケーション廃止 2. コミニュケーション廃止(カラオケ)                                                                | 作詞作曲：小日向由衣、編曲：業者                                                                                              |
| 3  | 2018年10月2日  | ドッペルゲンガー                | 1. ドッペルゲンガー 2. ドッペルゲンガー(カラオケ)                                                                            | 作詞作曲：小日向由衣、編曲：業者                                                                                              |
| 4  | 2018年10月11日 | 夏の夢                          | 1. 夏の夢 2. 夏の夢(カラオケ)                                                                                                | 作詞作曲：小日向由衣、編曲：業者②                                                                                             |
| 5  | 2018年10月11日 | パーティーズ                    | 1. パーティーズ 2. パーティーズ(カラオケ)                                                                                    | 作詞作曲：小日向由衣、編曲：業者② 南波一海のアイドル三十六房"年忘れ！R-グランプリ2018" 第24位。                               |
| 6  | 2019年2月19日  | 生春巻き                        | 1. 生春巻き 2. 生春巻き(カラオケ)                                                                                            | 作詞作曲：小日向由衣、編曲：業者②                                                                                             |
| 7  | 2019年3月30日  | 漫画喫茶                        | 1. 漫画喫茶 2. 漫画喫茶(カラオケ)                                                                                            | 作詞作曲：小日向由衣、編曲：業者②                                                                                             |
| 8  | 2019年3月30日  | 木魚/えんがわ                   | 1. 木魚 2. えんがわ 3. 木魚(カラオケ) 4. えんがわ(カラオケ)                                                                  | 作詞作曲：小日向由衣、編曲：業者②                                                                                             |
| 9  | 2019年8月18日  | 短い曲                          | 1. 短い曲 2. ステージ 3. ねぇ? 4. 君の為の色リミックス                                                                       | 作詞作曲：小日向由衣、編曲：業者②                                                                                             |
| 10 | 2019年12月5日  | 玄米                            | 1. 玄米 2. 玄米(カラオケ) 3. ボーナストラック                                                                                | 作詞作曲：小日向由衣、編曲：業者②                                                                                             |
| 11 | 2020年1月9日   | 雨の予感                        | 1. 雨の予感 2. 雨の予感(カラオケ)                                                                                            | 作詞作曲：小日向由衣、編曲：業者②                                                                                             |
| 12 | 2020年5月24日  | ブランコ                        | 1. ブランコ(編曲：業者②) 2. ちゅーりっぷ(編曲：小日向由衣・業者②) 3. 誓います(編曲：業者②)                                   | 作詞作曲：小日向由衣 |
| 13 | 2020年12月24日 | Merry Christmas                 | 1. kohinatayuichX'mas(inst) 2. ひとりのWhiteX'max(作詞作曲：小日向由衣、編曲：業者③) 3. gyousha2X'mas(サントラ)(編曲：業者②) | 2020年12月24日のイベント会場および2020年12月25日の通販にて限定販売。                                                          |
| 14 | 2021年4月24日  | 桜                              | 1. 桜ひらひら恋心(編曲：小日向由衣/業者②) 2. 別れの時(編曲：業者②)                                                           | 作詞作曲：小日向由衣 |
| 15 | 2022年11月5日  | お菓子な家                      | 1. お菓子な家 2. お菓子な家(カラオケ)                                                                                        | 作詞作曲：小日向由衣、編曲：業者②                                                                                             |
| 16 | 2022年11月5日  | シャケのベイビーはいくら        | 1. シャケのベイビーはいくら 2. シャケのベイビーはいくら(カラオケ)                                                            | 作詞作曲：小日向由衣、編曲：業者②                                                                                             |
| 17 | 2022年11月5日  | おなかペッコリーナ              | 1. おなかペッコリーナ 2. おなかペッコリーナ(カラオケ)                                                                        | 作詞作曲：小日向由衣、編曲：業者②                                                                                             |
| 18 | 2022年12月24日 | もしも魔法が使えたら            | 1. もしも魔法が使えたら(編曲：業者②) 2. ひとりのwhite Christmas(編曲：業者③)                                                 | 作詞作曲：小日向由衣 |
| 19 | 2023年7月7日   | 天の川ぶち壊す！                | 1. 天の川ぶち壊す！ 2. 水色 3. ステージ                                                                                      | 作詞作曲：小日向由衣、編曲：業者② なりすレコードより8cm CDで発売。 tr.2およびtr.3もリミックスver.にて収録。                   |
| 20 | 2024年1月8日   | その日限り                      | 1. 夜を喰べる 2. パーティーズRemix 3. 夜を喰べる（カラオケ） 4. パーティーズRemix（カラオケ）                                | sonohi名義でのリリース 作詞作曲：小日向由衣 編曲：morota                                                                      |
| 21 | 2024年4月6日   | 蝕む                            | 1. 蝕む 2. 君の為の色 3. 蝕む（カラオケ） 4. 君の為の色（カラオケ）                                                          | sonohi（小日向由衣＆morota）名義でのリリース 作詞：小日向由衣、作曲編曲：sonohi（小日向由衣＆morota）                         |
| 22 | 2024年8月30日  | 向日葵                          | 1. 向日葵 2. セフレ-sonohi ver.- 3. 向日葵（カラオケ） 4. セフレ-sonohi ver.-（カラオケ）                                    | sonohi（小日向由衣＆morota）名義でのリリース 作詞：小日向由衣 作曲編曲：sonohi（小日向由衣＆morota）                          |
| 23 | 2025年1月14日  | シグナル                        | 1. シグナル 2. シグナル（カラオケ） 3. ハナユキ 4. ハナユキ（カラオケ）                                                      | sonohi（小日向由衣＆morota）名義でのリリース 作詞：小日向由衣、作曲編曲：sonohi（小日向由衣＆morota）                         |
| 24 | 2025年2月21日  | まよいまよまよ牛久大仏          | 1. まよいまよまよ牛久大仏 2. 小日向なりのブルース 3. まよいまよまよ牛久大仏（カラオケ）                                      | 能ある鷹は爪を隠す（鷺ノ宮史郎 ＆小日向由衣）名義でのリリース                                                                 |
| 25 | 2025年7月3日   | 點心ナイト                      | 1. 點心ナイト 2. 點心ナイト（カラオケ）                                                                                      | 作詞作曲：小日向由衣、編曲：業者②                                                                                             |
| 27 | 2025年7月7日   | じゃじゃ馬にさせないで          | 1. じゃじゃ馬にさせないで 2. 偽りの夜 3. じゃじゃ馬にさせないで（カラオケ） 4. 偽りの夜（カラオケ）                          | 1)作詞：森雪之丞、作曲：村松邦男、編曲：業者② 2)作詞：小日向由衣、作曲編曲：that's all folks なりすレコードより8cm CDで発売。 |

### ミニアルバム
| # | 発売日         | タイトル                                     | 収録曲 | 備考 |
| - | -------------- | -------------------------------------------- | --- | --- |
| 1 | 2017年7月22日  | まとめ                                       | 1. ストールンハート 2. 空想少女 3. どうしようもないウソ! 4. キラキラ                                                         | 作詞作曲：小日向由衣、編曲：業者 |
| 2 | 2018年2月11日  | レジェンド救済CD-R                           | 1. 妄想するなら 2. あなたと2人で                                                                                             | 作詞作曲：小日向由衣、編曲：業者 イベントで故障させてしまったマイク代の補填として販売。完売済。                                        |
| 3 | 2018年7月27日  | 三日じゃ無理                                 | 1. 妄想するなら 2. あなたと2人で 3. 君の為の色 4. コミニュケーション廃止 5. モップは何も語らない                             | 作詞作曲：小日向由衣、編曲：業者 2ndワンマン"小日向由衣って知ってる?生誕ワンマンライブ!妄想しなくちゃ"にて発売。 雑務担当：酒井少年。  |
| 4 | 2018年12月28日 | 産業                                         | 1. 恋の呪文 2. 電話 3. 忘却 4. 小日向なりのブルース 5. メンタルパイプハンガー 6. ドッペルゲンガー(remix)                     | 作詞作曲：小日向由衣、編曲：業者② 「小日向由衣with組織」名義での販売。                                                                 |
| 5 | 2019年9月21日  | 知ってる？                                   | 1. パーティーズ(編曲：業者②) 2. 夏の夢(編曲：業者②) 3. 生春巻き(編曲：業者②) 4. 妄想するなら(編曲：業者) 5. ボイスメッセージ | 作詞作曲：小日向由衣 「吉田豪×南波一海の“このアイドルが見たい”2019秋鰹」にて限定販売。完売済。                                         |
| 6 | 2022年11月5日  | おいしく召し上がれ                           | 1. お菓子な家 2. シャケのベイビーはいくら 3. おなかペッコリーナ 4. ステージ(remix)                                           | 作詞作曲：小日向由衣、編曲：業者② 2022年11月5日に行われた「アイドル三十六房 10th Anniversary 10 時間スペシャル！」にて発売。完売済。   |
| 7 | 2025年7月24日  | 海の底で君と息をしたいの～小日向由衣生誕2025 | 1. クジラの声 2. 君と息をしたいの 3. 海のメロディ 4. 世界のバグ                                                              | tr1 作詞：小日向由衣、作編曲：郷拓郎 tr2,3,4 作曲：小日向由衣 編曲：業者② 生誕ライブと同時に発売。同日にサブスクリプション各社で配信。 |

### フルアルバム
| # | 発売日        | タイトル         | 規格品番   | 収録曲 | 備考 |
| - | ------------- | ---------------- | ---------- | --- | --- |
| 1 | 2020年2月14日 | 夢じゃないよ     | KOKKO-001  | 1. パーティーズ(編曲：業者②) 2. 妄想するなら(編曲：業者①と業者②) 3. ドッペルゲンガー(編曲：業者①と業者②) 4. 夏の夢(編曲：業者②) 5. 君の為の色(編曲：業者①と業者②) 6. コミニュケーション廃止(編曲：業者①と業者②) 7. モップは何も語らない(編曲：業者①と業者②) 8. メンタルパイプハンガー(編曲：業者②) 9. あなたと2人で(編曲：業者①と業者②) 10. 生春巻き(編曲：業者②) 11. 空想少女(編曲：茶封筒と業者②) 12. ストールンハート(編曲：茶封筒と業者②) 13. キラキラ(編曲：茶封筒と業者②) 14. どうしようもないウソ(編曲：茶封筒と業者②) 15. 木魚(編曲：業者②) 16. 漫画喫茶(編曲：業者②) 17. 短い曲(編曲：業者②) 18. 水色(編曲：業者②) | 作詞作曲：小日向由衣 初の全国流通アルバム。 アルバム収録にあたり、全曲の再録を行っている。                               |
| 2 | 2020年7月27日 | 明日咲く         | NRSD-2282  | 1. ブランコ(編曲：業者②) 2. 雨の予感(編曲：業者②) 3. グッバイキャンディー(編曲：小日向由衣/業者②) 4. ちゅーりっぷ(編曲：小日向由衣/業者②) 5. 秋空(編曲：業者②) 6. 恋の呪文(編曲：業者②) 7. 玄米(編曲：小日向由衣/業者②) 8. 咲く(編曲：小日向由衣/業者②) 9. ラブユー(編曲：業者②) 10. 誓います(編曲：業者②) 11. 明日(編曲：業者②) 12. ネコみたいに(編曲：小日向由衣/業者②) 13. 手紙(編曲：ゆでたまご/久保田祥平 dot.) | 作詞作曲：小日向由衣 なりすレコードより発売。                                                                            |
| 3 | 2021年7月27日 | 世界が泣いてる   | NRSD-25100 | 1. 世界が泣いてる(編曲：業者②/小日向由衣) 2. 無駄遣い(編曲：業者②/小日向由衣) 3. 転がる(編曲：業者②) 4. 私は神様(編曲：業者②/小日向由衣) 5. モノクローム(編曲：業者②/小日向由衣) 6. セフレ(編曲：業者②/小日向由衣) 7. 夢見る羊ちゃん(編曲：関美彦) 8. SOS(編曲：業者②/小日向由衣) 9. 桜ひらひら恋心(編曲：業者②/小日向由衣) 10. 手と手(ゆでたまご(久保田祥平)) 11. あなたとミサキドーナツ(編曲：業者②/小日向由衣) 12. それでも世界は美しい(編曲：業者②/小日向由衣) | 作詞作曲：小日向由衣 なりすレコードより発売。                                                                            |
| 4 | 2023年9月27日 | 恋愛ハラスメント | KOKKO-002  | 1. お菓子な家 2. 花火 3. サイダー 4. ハリボテの恋 5. 天の川ぶち壊す 6. ブラックコーヒー 7. サカナになる 8. 恋の呪文 9. 電話 10. 8月30日の私 11. もしも魔法が使えたら 12. アイスを捧げて♡ 13. 虹のほほえみ（ボーナス・トラック） | 作詞作曲：小日向由衣 （13のみ作詞作曲：中村治雄(PANTA)） 編曲：業者② こっこっこレコード・なりすレコードより発売。        |
| 5 | 2024年7月24日 | プルコギ革命     | KOKKO-005  | 1. ネコみたいに 2. ドッペルゲンガー 3. 生春巻き 4. サイダー 5. 夢見る羊ちゃん 6. 世界が泣いてる 7. ハリボテの恋 8. 手と手 9. 水色 10. 別れの時 11. 誓います (ボーナストラック) | 作詞作曲：小日向由衣 （アルバムクレジットは「組織-kohinatayui band-」名義） こっこっこレコード・なりすレコードより発売。 |

### 配信シングル
| # | 発売日         | タイトル                 | 収録曲                                                         | 備考                             |
| - | -------------- | ------------------------ | -------------------------------------------------------------- | -------------------------------- |
| 1 | 2020年12月25日 | あなたとミサキドーナツ   | 1. あなたとミサキドーナツ(作詞作曲：小日向由衣、編曲：業者②)   | サブスクリプション各社にて配信。 |
| 2 | 2022年7月27日  | シャケのベイビーはいくら | 1. シャケのベイビーはいくら(作詞作曲：小日向由衣、編曲：業者②) | サブスクリプション各社にて配信。 |
| 3 | 2022年7月27日  | ペッコリーナ             | 1. ペッコリーナ(作詞作曲：小日向由衣、編曲：業者②)             | サブスクリプション各社にて配信。 |
| 4 | 2024年7月27日  | プルコギ革命の夜に 仮    | 1. プルコギ革命の夜に 仮(作詞作曲：小日向由衣、編曲：業者②)    | サブスクリプション各社にて配信。 |

### 配信アルバム
| # | 発売日        | タイトル         | 収録曲 | 備考                                                                                           |
| - | ------------- | ---------------- | --- | ---------------------------------------------------------------------------------------------- |
| 1 | 2019年5月22日 | 配信ほいほい歴史 | 1. 妄想するなら(編曲：業者) 2. ストールンハート(編曲：業者) 3. どうしようもないウソ!(編曲：業者) 4. あなたと2人で(編曲：業者) 5. コミニュケーション廃止(編曲：業者) 6. メンタルパイプハンガー(編曲：業者②) 7. キラキラ(編曲：業者) 8. 空想少女(編曲：業者) 9. 君の為の色(編曲：業者) 10. ドッペルゲンガー(編曲：業者) 11. 忘却(編曲：業者②) 12. 恋の呪文(編曲：業者②) 13. 小日向なりのブルース(編曲：業者②) 14. モップは何も語らない(編曲：業者) 15. 電話(編曲：業者②) 16. ドッペルゲンガー remix 17. ステージ(編曲：業者②) | 作詞作曲：小日向由衣 サブスクリプション各社にて配信。 17はOTOTOYのボーナストラックとして配信。 |
| 2 | 2020年7月27日 | デストロイド崩壊 | 1. パーティーズ(編曲：業者②) 2. ドッペルゲンガー(編曲：業者) 3. 夏の夢(編曲：業者②) 4. 終わらせない夏(編曲：業者②) 5. 生春巻き(編曲：業者②) 6. 誓います(編曲：業者②) 7. 朝のおしゃべり | 作詞作曲：小日向由衣 OTOTOY限定で配信。                                                        |

### レコード
| # | 発売日        | タイトル                      | 規格品番 | 収録曲                                                               | 備考                                                                                    |
| - | ------------- | ----------------------------- | -------- | -------------------------------------------------------------------- | --------------------------------------------------------------------------------------- |
| 1 | 2019年7月31日 | パーティーズ/ドッペルゲンガー | NRSP766  | 1. パーティーズ(編曲：業者②) 2. ドッペルゲンガー(編曲：業者①と業者②) | 作詞作曲：小日向由衣 なりすレコードより発売。                                           |
| 1 | 2023年6月11日 | サイダー                      | HFGT-103 | 1. サイダー 2. ネコみたいに                                          | 作詞作曲：小日向由衣、編曲：業者② HELLO FROM THE GUTTERとなりすレコードの共同リリース。 |

### カセットテープ
| # | 発売日        | タイトル       | 規格品番  | 収録曲                                                                                   | 備考                                                     |
| - | ------------- | -------------- | --------- | ---------------------------------------------------------------------------------------- | -------------------------------------------------------- |
| 1 | 2020年8月15日 | れじぇらー音頭 | NRCT-1002 | 1. れじぇらー音頭(編曲：業者②) 2. みんなで歌おう「れじぇらー音頭（オリジナル・カラオケ） | 作詞作曲：小日向由衣 なりすレコードより限定200本で発売。 |

### コラボレーションCD
| # | 発売日         | タイトル                 | 収録曲 | 備考 |
| - | -------------- | ------------------------ | --- | --- |
|   | 2020年8月26日  | Happy Halloween Ding Don | 1. Happy Halloween Ding Don 2. Happy Halloween Ding Don(inst)                                                                        | 2021年10月31日に行われた「ハロウィンパーティーライブ」にて発売。 るなっち☆ほしとのユニット、「charm」名義での発売。                                                                                              |
|   | 2022年7月17日  | CD-Q                     | 1. 東京/小日向由衣 2. fiction/小日向由衣 3. カレーライス/小日向由衣 4. 雨の予感/桐生ちあり 5. ネコみたいに/桐生ちあり                | 2022年7月17日に行われた「小日向由衣と桐生ちありのカバーダイナマイト」にて発売。お互いの楽曲をカバーしたミニアルバム。 南波一海のアイドル三十六房 年忘れ！R-グランプリ2022 15位にランクイン。                     |
|   | 2022年12月18日 | ふたりの魔法             | 1. はるのおと/小日向由衣 2. 多重人格な正解/小日向由衣 3. 明日/yumenouragawa 4. 咲く/yumenouragawa                                    | 2022年12月18日に行われた「yumenouragawa×小日向由衣ツーマンライブ「ふたりの魔法」」にて発売。お互いの楽曲をカバーしたミニアルバム。                                                                               |
|   | 2025年4月11日  | ふたりよがり             | 1. ふたりよがり/小日向由衣＆桐生ちあり 2. 水色/桐生ちあり 3. 8月30日の私/桐生ちあり 4. unpleasantnight/小日向由衣 5. 海辺/小日向由衣 | 2025年4月11日に行われた「組織-kohinatayui band-×桐生ちありバンド共同企画 音楽のひなたぼっこ」にて発売。tr1はthat's all folksによる書下ろし、tr2～4は小日向由衣と桐生ちありが互いの楽曲をカバーしたミニアルバム。 |

### トリビュート・アルバム
| # | 発売日        | タイトル             | 規格品番 | 収録曲 | 備考 |
| - | ------------- | -------------------- | -------- | --- | --- |
| 1 | 2020年8月26日 | やっぱり夢じゃないよ | NRSD2283 | 1. 君の為の色/marble≠marble(編曲：フジタダイスケ) 2. えんがわ/桐原ユリ(編曲：桐原ユリ) 3. 夏の夢/かききまなみ(編曲：かききまなみ) 4. 小日向なりのブルース/沖縄電子少女彩(編曲：沖縄電子少女彩) 5. 電話/ルカタマ&関美彦(編曲：関美彦) 6. モップは何も語らない/小林清美(編曲：morota) 7. 漫画喫茶/るなっち☆ほし(編曲:that's all folks) 8. ドッペルゲンガー/WAY WAVE(編曲：morota) 9. 生春巻き/ヨネコ(編曲:コジマミノリ) 10. コミニュケーション廃止/眉村ちあき(編曲：眉村ちあき) 11. パーティーズ/工藤ちゃん(編曲：米田志文/工藤ちゃん) 12. 短い曲/組織(編曲：組織) | もろQレコード/なりすレコードより発売。 2020年の誕生日にサプライズで発売が発表される。 (アルバム制作も本人には知られないよう、なりすレコードともろQレコード主導で進行。) ディスクユニオンおよびタワーレコード渋谷/新宿店では2020年7月27日から先行販売。 |

### ライブ音源
- 小日向由衣とゆでたまご ponz（2020年6月6日）
- 小日向由衣とゆでたまご ponz3（2020年9月26日）

### 特典CD
- ぷちちゅわあん(2023年4月22日)

2023年4月22日にタワーレコード札幌店で行われた「るなっち☆ほし　独立後初アルバム「音楽って最高！」発売記念リリースイベント」にて、購入特典CDとして配布。

### 参加作品
- STAY OPEN ～潰れないで 不滅の試聴室に捧ぐ名曲集～

"ネコみたいに"にて参加。作詞・作曲を担当、編曲：小日向由衣/業者②。
- Sense of Life Idols Side(2021年5月14日)

組織"夏の夢"にて参加。

### DVD・映像作品
- 小日向由衣って知ってる?生誕ワンマンライブ当日!のDVD（2019年6月1日）
- 鹿鳴館 生誕ワンマンライブ 夢じゃないよ（2019年6月1日）
- 周年記念年忘れ単独公演 劇場版 小日向由衣の野望～凸凹風雲録～ 配信映像撮って出しmicroSD（2020年12月28日）

### 楽曲提供
- marble≠marble「SHOOTING STAR」

作詞を担当。
- 超アイドルちぃちゃ「ADHD～あわわどうしよはわわどうしよ～」

作詞：小日向由衣/超アイドルちぃちゃ、作曲：小日向由衣、編曲：小日向由衣/業者2として楽曲提供。
- るなっち☆ほし「わんとわんだふる!」

作詞・作曲を担当。
- るなっち☆ほし「虹色の君へ」

作詞・作曲・編曲を担当。
- ゆいざらす「お天気注意報」

作詞を担当。
- 絵恋ちゃん「パラレビッツ」

作詞・作曲を担当。

## ライブ・イベント

### ワンマンライブ

#### 2017年
- 小日向由衣 生誕ワンマンライブ 妄想しなくちゃ（2017年7月22日、新宿motion）

#### 2018年
- 小日向由衣って知ってる?生誕ワンマンライブ!妄想しなくちゃ（2018年7月27日、新宿motion）

#### 2019年
- 配信ほいほい歴史 発売イベント（2019年6月12日、阿佐ヶ谷家劇場）
- 小日向由衣 鹿鳴館生誕ワンマンライブ夢じゃないよ!（2019年7月27日、目黒鹿鳴館）
- ぽんずちゃんワンマン（2019年11月30日、ベル銀座3F）

#### 2020年
- 小日向由衣ワンマンライブ 生命は月へ還る（2020年3月1日、月見ル君想フ）
- 生命は月へ還る。番外編（2020年3月8日、小岩オルフェウス）
- 小日向由衣のみんな元気?ワンマン無観客配信（2020年5月24日、小岩オルフェウスより配信）
- 小日向由衣とゆでたまご ponz（2020年6月6日、小岩オルフェウスより配信）
- ponz その2（2020年7月11日、小岩オルフェウス）
- 小日向由衣 お誕生日記念ワンマンライブ 「明日咲く」(2020年7月26日、渋谷LOFT HEAVEN）
- ponz その3（2020年9月26日、小岩オルフェウス）
- れじぇらー島INドーナツライブツアー（2020年10月11日、ミサキドーナツ）
- 周年記念年忘れ単独公演 劇場版 小日向由衣の野望～凸凹風雲録～（2020年12月28日、渋谷WWW）

#### 2021年
- イースターで桜祭り（2021年4月24日、小岩オルフェウス）
- 組織withこどもの国でちゅーりっぷワンマンライブ（2021年5月8日、渋谷La.mama）
- 世界が泣いてるフライングショー（2021年7月11日、小岩オルフェウス）
- 小日向由衣花やしき生誕2021（2021年7月24日、浅草花やしき）
- 帰ってきたれじぇらー島 IN あなたとミサキドーナツ（2021年8月29日、三崎周辺・ミサキドーナツ）
- 小日向由衣バンド 組織ワンマンライブ（2021年9月20日、渋谷La.mama）
- 花やしき生誕～もう一つの物語～（2021年11月23日、小岩オルフェウス）

#### 2022年
- 『世界が泣いてる』組織ワンマンライブ（2022年2月11日、渋谷La.mama）

頭脳警察PANTAとのツーマンライブの予定だったが、PANTAの体調不良によりツーマンライブは延期。
ゲストとして急遽クリトリック・リスが出演。
- 小日向由衣緊急大阪ライブ？！なんでやねん（2022年3月13日、堀江Goldee）
- 小日向由衣の夏真っ盛りワンマンライブ 夏の夢（2022年8月13日、新宿レッドクロス）
- 恒例行事♡れじぇらー島INあなたとミサキドーナツ（2022年9月11日、ミサキドーナツ）

#### 2023年
- 組織で恋愛ハラスメント（2023年11月23日、月見ル君想フ）

#### 2024年
- ブッキングが出来なかった こどもの国ワンマンライブ（2024年5月8日、LIVEHOUSE 下北沢 ろくでもない夜）
- 組織-kohinatayui band-ワンマンライブ　NOT Snow X'mas（2024年12月8日、新宿レッドクロス）

#### 2025年
- 緊急新春特別企画 ラママを救え！小日向由衣のお忍び忍者ワンマンショー（2025年1月13日、渋谷La.mama）

### 主催・企画

#### 2018年
- 小日向由衣としずくだうみとイナダミホで集まってみた（2018年6月17日、阿佐ヶ谷家劇場）
- 小日向由衣 with 組織BAND（2018年10月17日、小岩オルフェウス）
- 秋の祭典!ツーマン小岩でやる!小日向由衣・里咲りさツーマンライブ（2018年11月21日、小岩オルフェウス）

#### 2019年
- 新春 谷さんと小日向さんと家（2019年1月12日、阿佐ヶ谷家劇場）
- バレンタインwith組織（2019年2月13日、小岩オルフェウス）
- れじぇんどランド（2019年5月16日、小岩オルフェウス）
- 主催忘れてた!れじぇんどランド（2019年6月5日、小岩オルフェウス）
- 燃えろ!キャンプファイヤー!（2019年6月25日、小岩オルフェウス）
- 小日向由衣の誕生日会（2019年7月27日、目黒鹿鳴館）
- みんな(概念)で夏祭りしようよ!（2019年8月20日、小岩オルフェウス）
- 秋のれじぇフェス（2019年9月14日、小岩オルフェウス）
- 小日向由衣の文化祭 学校へ行こうよ!（2019年9月29日、OKUTAMA+）
- 小日向由衣とクリスマス組織（2019年12月20日、小岩オルフェウス）

#### 2020年
- 緊急企画 年明けスペシャル 新春 ワンマン祈願（2020年1月5日、吉祥寺NEPO）
- 谷さんと小日向さんと仏像（2020年2月9日、新宿ROCK CAFE LOFT）
- 集まれ!オルフルズのピンチ!（2020年3月8日、小岩オルフェウス）
- 生命は月へ還る。番外編(2020年3月8日、小岩オルフェウス)
- ラママを救え!ソフトクリームフェスティバル vol.1（2020年3月25日、渋谷La.mama）
- ネコみたいに MV上映会（2020年7月25日、小岩オルフェウス）
- れじぇびゅーと第一弾(2020年8月7日、西永福JAM)
- 「れじぇらー音頭」キャンペーン(2020年8月15日、日ノ出町試聴室その3)
- 小日向由衣「れじぇらー音頭」発売記念ライブ(2020年8月16日、渋谷La.mama)
- れじぇびゅーと第二弾(2020年9月8日、西永福JAM)
- 絶対咲き忘れるなツーマン(2020年10月4日、渋谷La.mama)
- dot.&組織 秋の夜長のツーマンライブ（2020年11月1日、小岩オルフェウス）
- 小日向由衣企画 音楽の日Vol.1（2020年11月8日、渋谷La.mama）
- 初めての試聴室パーティー（2020年11月15日、神保町試聴室）
- 小日向由衣企画 音楽の日Vol.2（2020年11月23日、渋谷La.mama）
- 小岩で濃いわ!（2020年11月29日、小岩オルフェウス）
- 発表会（2020年12月5日、渋谷La.mama）
- 帰ってきた新春年明け企画！ れじぇほしもあ！(2020年12月23日、吉祥寺nepo)
- 帰ってきたソフトクリームフェスティバル vol.2(2020年12月24日、渋谷La.mama)

#### 2021年
- 新春 小日向由衣の野望～振り返りスペシャル～（2021年1月4日、渋谷La.mama）
- レジェンド足浮るなほしの60分で何曲できるかな？(2021年2月15日、LOFT CHANNELより配信)
- 小日向由衣企画 音楽の日Vol.3～どうする?こうなりました!～（2021年2月23日、渋谷La.mama）
- イースターで桜祭り(2021年4月24日、小岩オルフェウス)
- ～鳴らせ!れじぇらー音頭!!～ レジェンド大感謝祭（2021年6月5日、渋谷La.mama）
- 七夕で願い叶えちゃお！2マン(2021年7月7日、吉祥寺nepo)
- 合同リリイベ れじぇっち☆ほし(2021年8月7日、渋谷La.mama)
- コヒニャータ(2021年10月16日、渋谷La.mama)
- ハロウィンパーティーライブ(2021年10月31日、渋谷La.mama)
- 年末スペシャル！れじぇらー音頭 ～黒湯の温泉ゆ～シティー蒲田編～(2021年12月30日、ゆ～シティ蒲田)

#### 2022年
- 新春！盆と正月と鏡餅フェスティバル(2022年1月1日、小岩オルフェウス)
- 小日向由衣の野望～2022～ 新春in宝ぶね温泉(2022年1月8日-1月9日、宝船温泉 湯本ことぶき)
- コヒニャータ新年会(2022年1月14日、渋谷La.mama)
- ひな祭りパーティーれじぇほしガチツーマン(2022年3月3日、渋谷La.mama)
- 天国で宝船温泉(2022年3月7日、LOFT HEAVEN)
- 組織、それは苦しい(2022年4月2日、渋谷La.mama)
- イースターで桜まつり(2022年4月16日、小岩オルフェウス)
- 小日向由衣のちゅちゅちゅ音楽会(2022年5月7日、渋谷La.mama)
- ちゅちゅちゅチューマン(2022年6月12日、渋谷La.mama)
- 小日向由衣と桐生ちありのカバーダイナマイト(2022年7月17日、LOFT HEAVEN)
- 小日向由衣生誕ライブ やっぱり夢じゃないよ ～組織×絵恋ちゃんと楽器～（2022年7月27日、新宿LOFT）
- コヒニャータ(2022年10月9日、渋谷La.mama)
- れじぇほしハロウィン(2022年10月31日、小岩オルフェウス)
- 『世界が泣いてる』 小日向由衣with組織 ゲスト：PANTA(頭脳警察)(2022年11月26日、渋谷La.mama)
- yumenouragawa×小日向由衣ツーマンライブ『ふたりの魔法』(2022年12月18日、アプロ赤坂)
- れじぇらー音頭2022(2022年12月30日、ゆ～シティー蒲田)

#### 2023年
- 新春ドキッ♡アイドル対決(2023年1月14日、渋谷La.mama)
- 小日向由衣のバレンタイン好き好きルカタマカレー（2023年2月13日、cafe宙）
- 絵恋ちゃん×小日向由衣ツーマンライブ『パラレビッツパーティー』(2023年3月5日、渋谷O-nest)
- レジェンド vs 高円寺の女王(のうじょうりえ) 2マンライブ（2023年3月12日、渋谷La.mama）～ゲスト 工藤ちゃん
- れじぇタマ夜桜（2023年3月20日、cafe宙）
- 小日向由衣 vs ヤスエでんじゃらすおじさん 2マンライブ（2023年4月1日、渋谷La.mama）
- 小日向由衣の学校に泊まろう #れじぇらー修学旅行（2023年4月15日-4月16日、群馬県  泊まれる学校さる小）～ゲスト 桐生ちあり
- 小日向由衣7インチ「サイダー」発売記念ライブ(2023年6月11日、渋谷La.mama)
- 小日向由衣生誕2023 組織で舞踏会（2023年7月23日、神戸市旧グッゲンハイム邸）
- 小日向由衣のお誕生日会（2023年7月27日、下高井戸アルカイック）
- 組織で夏祭り（2023年8月5日、渋谷La.mama）

#### 2024年
- 小日向由衣のNEW YEAR♡ 2DAY（2024年1月7日-1月8日、新宿LOVE TKO）
- 新年会コヒニャータ2024（2024年1月12日、LIVEHOUSE 下北沢 ろくでもない夜）
- 小日向由衣宝船温泉事件簿（2024年2月24日-2月25日、宝船温泉 湯本ことぶき）
- ご奉仕LIVE in TOKYO（2024年4月20日、渋谷La.mama）
- ラママを救え！またまた帰ってきたソフトクリームフェスティバルvol.3（2024年6月30日、渋谷La.mama）
- 小日向由衣生誕2024 組織-kohinatayui band- ファースト（2024年7月26日、高円寺HIGH）
- 小日向由衣とギターとレモンサワー（2024年9月14日、新宿LOVE TKO）
- 小日向由衣事件簿河口湖編（2024年10月12日-10月13日、富士河口湖町 コテージ・スペルバ・ヴィスタ）
- 小日向由衣とギターとレモンサワー（2024年11月10日、新宿LOVE TKO）

#### 2025年
- 小日向由衣pr. #コヒニャータ新年会2025（2025年1月14日、渋谷La.mama）
- 由衣とギターとレモンサワー（2025年1月18日、東新宿LOVE TKO）
- 由衣とギターとレモンサワー（2025年3月29日、東新宿LOVE TKO）
- 犬ワンワン猫ニャンニャンツーマン（小日向由衣＆チャーシューvsなんちゃらアイドル、2025年4月4日、下北沢Barrack Block Cafe）
- 由衣ちゃんと桜祭り（2025年5月11日、小岩オルフェウス）
- 犬ワンワン猫ニャンニャンツーマン（組織vs絵恋ちゃんと楽器、2025年6月16日、渋谷La.mama）
- 小日向由衣定期主催～ROMANTIC！（2025年6月24日、LIVEHOUSE 下北沢 ろくでもない夜）

### トークイベント
- 小日向由衣の「鹿鳴館生誕ワンマンおつかれ会～パーティしようよ!!～」（2019年7月28日、高円寺パンディット）[37]
- おしゃべりゆいちゃんこりんちゃん（2020年4月29日、LOFT CHANNELにて配信）
- #れじぇらー島探検隊 生還者達の記録(2020年10月18日、ツイキャス配信)
- 小日向由衣と志賀ラミーの深夜だから話したい!（2020年11月21日、ROCK CAFE LOFT）
- 南波一海と不思議の国のソロアイドル（2020年11月28日、ネイキッドロフト）
- 小日向由衣花やしき生誕ライブ振り返りトークショー『みんなでお誕生日会したい』(2021年7月25日、高円寺パンディット)
- 小日向由衣生誕ライブ やっぱり夢じゃないよ ～振り返り会～(2022年7月28日、ROCK CAFE LOFT)
- 深夜だから話せる事vol.2(2022年5月3日、ロフトプラスワン)
- 深夜だから話せる事vol.3(2022年12月9日、ロフトプラスワン)

### 定期イベント

#### 谷さんと小日向さんと家（たにこひ家）
- 谷さんと小日向さんと家（2018年7月20日、9月14日、10月12日、11月9日、12月14日、2019年5月12日、阿佐ヶ谷家劇場）
- 谷さんと小日向さんと家 オンライン（2020年4月12日・5月4日、ツイキャス配信）
- 谷さんと小日向さんと仏像(2020年2月9日、ROCK CAFE LOFT)
- タニコヒオンライン(2020年8月14日、ツイキャス配信)
- 谷さんと小日向さんと家@ロックカフェロフト(2021年12月4日、ROCK CAFE LOFT)
- 気気気の気太郎 新春たにこひ家(2022年1月28日、LOFT HEAVEN)
- 気気気の気太郎 たにこひ家(2022年2月25日、LOFT HEAVENにて配信)
- 気気気の気太郎 たにこひ家(2022年3月25日、ROCK CAFE LOFT)
- 気気気の気太郎 たにこひ家(2022年4月22日、ROCK CAFE LOFT)
- 気気気の気太郎 タニコヒ家(2022年5月27日、ROCK CAFE LOFT)
- 気気気の気太郎 タニコヒ家(2022年6月26日、ROCK FACE LOFT)
- 気気気の気太郎 タニコヒ家(2022年8月25日、ROCK CAFE LOFT)
- 気気気の気太郎 タニコヒ家(2022年9月29日、ROCK CAFE LOFT)
- 気気気の気太郎 タニコヒ家(2022年10月27日、ROCK CAFE LOFT)
- 気気気の気太郎 タニコヒ家(2022年11月24日、ROCK CAFE LOFT)
- 気気気の気太郎 タニコヒ家(2022年12月29日、ROCK CAFE LOFT)
- 小日向由衣の七転び八起き 1 ～たにこひ家～(2023年1月23日、ROCK CAFE LOFT)
- 小日向由衣の七転び八起き 2 ～たにこひ家～(2023年2月23日、南阿佐ヶ谷トーキングボックス)
- 小日向由衣の七転び八起き 3 ～たにこひ家～(2023年3月26日、南阿佐ヶ谷トーキングボックス)
- 小日向由衣の七転び八起き 4 ～たにこひ家～(2023年4月29日、南阿佐ヶ谷トーキングボックス)
- 小日向由衣の七転び八起き 5 ～たにこひ家～(2023年5月27日、南阿佐ヶ谷トーキングボックス)
- 小日向由衣の七転び八起き 6 ～たにこひ家～(2023年6月17日、南阿佐ヶ谷トーキングボックス)
- 小日向由衣の七転び八起き 7 ～たにこひ家～(2023年7月29日、南阿佐ヶ谷トーキングボックス)
- 小日向由衣の七転び八起き 8 ～たにこひ家～(2023年8月30日、南阿佐ヶ谷トーキングボックス)
- 小日向由衣の七転び八起き 9 ～たにこひ家～(2023年9月30日、南阿佐ヶ谷トーキングボックス)
- 小日向由衣の七転び八起き 10 ～たにこひ家～(2023年10月28日、南阿佐ヶ谷トーキングボックス)
- 小日向由衣の七転び八起き 11～たにこひ家～(2023年11月28日、南阿佐ヶ谷トーキングボックス)
- 小日向由衣の七転び八起き 12 ～たにこひ家～(2023年12月28日、南阿佐ヶ谷トーキングボックス)
- 小日向由衣の七転び八起き 13 ～たにこひ家～(2024年1月28日、南阿佐ヶ谷トーキングボックス)
- 小日向由衣の七転び八起き 14 ～たにこひ家～(2024年2月28日、南阿佐ヶ谷トーキングボックス)
- 小日向由衣の七転び八起き 15 ～たにこひ家～(2024年3月31日、南阿佐ヶ谷トーキングボックス)
- 小日向由衣の七転び八起き 16 ～たにこひ家～(2024年4月22日、南阿佐ヶ谷トーキングボックス)
- 小日向由衣の七転び八起き 17 ～たにこひ家～(2024年5月25日、南阿佐ヶ谷トーキングボックス)
- 小日向由衣の七転び八起き 18 ～たにこひ家～(2024年6月30日、南阿佐ヶ谷トーキングボックス)
- 小日向由衣の七転び八起き 19 ～たにこひ家～(2024年7月30日、南阿佐ヶ谷トーキングボックス)
- 小日向由衣の七転び八起き 20 ～たにこひ家～(2024年8月29日、南阿佐ヶ谷トーキングボックス)
- 小日向由衣の七転び八起き 20 ～たにこひ家～(2024年10月1日、南阿佐ヶ谷トーキングボックス)
- 小日向由衣の七転び八起き 21 ～たにこひ家～(2024年10月29日、南阿佐ヶ谷トーキングボックス)
- 小日向由衣の七転び八起き 22 ～たにこひ家～(2024年11月29日、南阿佐ヶ谷トーキングボックス)
- 小日向由衣の七転び八起き 23 ～たにこひ家～(2024年12月28日、南阿佐ヶ谷トーキングボックス)
- 小日向由衣の七転び八起き 24 ～たにこひ家～(2025年1月30日、南阿佐ヶ谷トーキングボックス)
- 小日向由衣の七転び八起き 25 ～たにこひ家～(2025年3月6日、南阿佐ヶ谷トーキングボックス)
- 小日向由衣の七転び八起き 26 ～たにこひ家～(2025年3月31日、南阿佐ヶ谷トーキングボックス)

- 小日向由衣の七転び八起き 27 ～たにこひ家～(2025年4月27日、南阿佐ヶ谷トーキングボックス)
- 小日向由衣の七転び八起き 28 ～たにこひ家～(2025年5月25日、南阿佐ヶ谷トーキングボックス)
- 小日向由衣の七転び八起き 29 ～たにこひ家～(2025年6月28日、南阿佐ヶ谷トーキングボックス)

### 不定期イベント

#### 小日向由衣と吉田豪のお悩み鑑定団
- 小日向由衣と吉田豪のお悩み鑑定団（2021年1月25日、ROCK CAFE LOFT）
- 小日向由衣と吉田豪のお悩み鑑定団 vol.2（2021年4月3日、ロフトプラスワンにて配信）
- 小日向由衣と吉田豪のお悩み鑑定団 vol.3（2021年6月12日、ROCK CAFE LOFT）
- 小日向由衣と吉田豪のお悩み鑑定団 vol.4 -ゲスト眉村ちあき-(2021年8月7日、LOFT CHANNELにて配信)
- 小日向由衣と吉田豪のお悩み鑑定団 vol.5 –ゲスト 南波一海–(2021年11月28日、ロフトプラスワン)
- 小日向由衣と吉田豪のお悩み鑑定団 vol.6 –ゲスト 小林清美–(2022年2月5日、LOFT HEAVEN)
- 小日向由衣と吉田豪のお悩み鑑定団 vol.7 –ゲスト 桐生ちあり–(2022年4月17日、LOFT HEAVEN)
- 小日向由衣と吉田豪のお悩み鑑定団 vol.8 –ゲスト 掟ポルシェ–(2022年7月3日、LOFT HEAVEN)
- 小日向由衣と吉田豪のお悩み鑑定団 vol.9 –ゲスト PANTA(頭脳警察)–(2022年11月13日、LOFT HEAVEN)
- 小日向由衣と吉田豪のお悩み鑑定団 vol.10 –ゲスト ロマン優光–(2023年2月3日、LOFT HEAVEN)
- 小日向由衣と吉田豪のお悩み鑑定団 vol.11 –ゲスト 絵恋ちゃん–(2023年3月16日、LOFT HEAVEN)
- 小日向由衣と吉田豪のお悩み鑑定団 vol.12 –ゲスト 姫乃たま–(2023年5月26日、LOFT 9)
- 小日向由衣と吉田豪のお悩み鑑定団 vol.13（2023年10月4日、LOFT HEAVEN）
- 小日向由衣と吉田豪のお悩み鑑定団 vol.14 –ゲスト MCあんにゅ、yumenouragawa-（2024年4月4日、ROCK CAFE LOFT）

## 出演・掲載

### ラジオ
- 23時のカマクラボ!（2021年2月16日、3月23日、鎌倉FM）
- 鎌倉愛＄箱（2021年2月17日・24日、鎌倉FM）
- 東京の夜の奥から（2021年3月12日、FM那覇）

### インターネット放送
- 南波一海のアイドル三十六房（2018年2月1日、8月2日、2020年1月9日、7月2日、2021年8月5日、2022年11月5日、2025年7月3日）
- 矢口真里の火曜The NIGHT（2019年1月9日、AbemaTV）[38]

### 書籍・雑誌
- 実話ナックルズ 2020年1月号（2019年11月30日、"姫乃たまのアイドル病"に掲載）[39]
- 週刊漫画ゴラク No.2703（2020年3月19日、インタビュー掲載）
- ミュージック・マガジン 2020年4月号（2020年3月19日、インタビュー掲載）[40]
- 実話BUNKA超タブー 2020年5月号（2020年4月2日、"吉田豪人間コク宝インタビュー"に掲載）[41]
- 週刊プレイボーイ No.18（2020年4月20日、"リリー・フランキーの人生相談コーナー"に掲載）[42]
- ミュージック・マガジン 2020年8月号（2020年8月1日、インタビュー掲載）[43]
- 週刊漫画ゴラク No.2721（2020年8月7日、"吉田豪の聞き出す力に"掲載）
- ミュージック・マガジン 2020年10月号（2020年9月18日、"特集・日本音楽の新世代" "アルバム・ピックアップ"に掲載）[44]
- 姫乃たま著「アイドル病 それでもヤメない29の理由」（2021年4月23日、インタビュー掲載）
- ミュージック・マガジン 2021年8月号（2021年7月19日、インタビュー掲載）[45]
- ミュージック・マガジン 2023年12月号（2023年11月20日、「恋愛ハラスメント」アルバムレビュー掲載）

### CM
- 海の動物園!シーモンキーズ（2019年4月14日より放映、CMソング歌唱）[46]

### 舞台
- 白と黒の忘年会（2019年11月6日 - 2019年11月17日、中里茉里香/エスカルゴぽんず役）[47]

### 組織-kohinatayui band- メンバー
- 組織太郎＠もろQ(もろっち) (@soshiki_taro) - X（旧Twitter）
- ゆでたまご◎ (@HlxoLxYGTM08Msu) - X（旧Twitter）
- たなべあきら (@patuuuuuun) - X（旧Twitter）
- 仁科　希世彦 (@nisigadd) - X（旧Twitter）
- 稲葉敬(gt) (@inaba_catalina) - X（旧Twitter）